# Лів (гміна)
Гміна Лів (пол. Gmina Liw) — сільська гміна у центральній Польщі. Належить до Венґровського повіту Мазовецького воєводства.
Станом на 31 грудня 2011 року у гміні мешкало 7609 осіб.

## Площа
Згідно з даними за 2007 рік площа гміни становила 169.56 км², у тому числі:
- орні землі: 71.00%
- ліси: 22.00%

Таким чином, площа гміни становить 13.91% площі повіту.

## Населення
Станом на 31 грудня 2011:
| Опис     | Загалом | Загалом | Чоловіки | Чоловіки | Жінки | Жінки |
| -------- | ------- | ------- | -------- | -------- | ----- | ----- |
| одиниця  | осіб    | %       | осіб     | %        | осіб  | %     |
| все      | 7609    | 100     | 3859     | 50.72    | 3750  | 49.28 |
| міське   | 0       | 100     | 0        |          | 0     |       |
| сільське | 7609    | 100     | 3859     | 50.72    | 3750  | 49.28 |

## Сусідні гміни
Гміна Лів межує з такими гмінами: Беляни, Вежбно, Венґрув, Ґрембкув, Коритниця, Медзна, Мокободи, Соколув-Подляський, Сточек.